# Wolter Everard Johan Kuiper
Wolter Everard Johan Kuiper (Zwolle, 22 februari 1883 - Amsterdam, 11 februari 1951) was een Nederlands hoogleraar Griekse taal- en letterkunde.

## Familie
Kuiper was lid van de in het Nederland's Patriciaat opgenomen familie Kuiper en een zoon van de Amsterdamse hoogleraar prof. dr. Koenraad Kuiper (1854-1922) en Johanna Margaretha Tjeenk Willink (1857-1938), lid van het Zwolse uitgeversgeslacht Tjeenk Willink; hij werd vernoemd naar zijn grootvader van moederszijde, de boekhandelaar en uitgever Wolterus Everhardus Jonas Tjeenk Willink (1816-1885). Hij trouwde in 1910 met Josephine Adelaide Slothouwer (1886-1945); uit dit huwelijk werden vijf kinderen geboren.

## Loopbaan
Kuiper promoveerde in 1909 bij zijn vader op de dissertatie De Lysidis dialogi origine, tempore, consilio. Enkele jaren later verscheen zijn studie over de Erosgedachte bij Plato en Xenophon. In 1919 werd hij benoemd tot conrector in 's-Hertogenbosch. In die tijd verschenen enkele literair-esthetische opstellen. Daarbij was ook een opstel over de schrijver Louis Couperus (1863-1923) waarna deze laatste schrijver een kleine briefwisseling met Kuiper begon die later door Johan Polak werd gepubliceerd. Couperus liet Kuiper op 3 maart 1916 weten: "Het is mij eene behoefte U te zeggen, dat ik, trots de 'goede pers', die ik wel heb, in langen tijd niet een artikel gelezen heb - noch over mij noch over andere schrijvers - dat mij zoò trof door gewetensvole aandacht en bezonken belezenheid van het beoordeelde werk".
In 1922 kwam, door het overlijden van zijn vader, de leerstoel voor het Grieks aan de Universiteit van Amsterdam vrij; de zoon werd in diens plaats benoemd en die aanvaardde het ambt in 1923 met een rede over Literaire kritiek bij de Grieken. In 1923 publiceerde hij bij Elsevier Grieksche lyriek, in Nederlandsche verzen overgebracht door P.C. Boutens, Willem Kloos, Edward B. Koster, Balth. Verhagen en anderen. Vanaf 1929 publiceerde hij over of van Menander, nog later gevolgd door werken van of over Plautus en Homerus.
in 1951 werd zijn bibliotheek bij de Utrechtse firma J.L. Beijers verkocht.